# Ráðbarðr
Ráðbarðr, également connu sous le nom de Raðbarðr, Rathbarth, Radbard, ou encore Rathbarthi (mort en 719), est un roi légendaire scandinave des VIIe et VIIIe siècles.
Il règne sur le Garðaríki.

## Biographie
Il est mentionné dans le  Sögubrot et le poème Hyndluljóð. 
Le Sögubrot précise qu'il épouse la princesse fugitive Auðr Ívarsdóttir sans le consentement de son père, le roi Ivar Vidfamne, qui organise une expédition pour punir sa fille. Ivar meurt en route, et ainsi Ráðbarðr aide le fils d'Auð, Harald Hildetand, à s'emparer du royaume de son grand-père maternel en Suède et au Danemark.
Ráðbarðr et Auðr ont ensuite ensemble un fils nommé Randver.

## Famille

### Mariage et enfants
Marié à la princesse Aud à l'Esprit Profond, il eut :
- Randver ;
- Une fille.